# Alfredo Jalife-Rahme
Alfredo Jalife-Rahme Barrios (Mérida, Yucatán; 24 de mayo de 1948) es un médico, profesor universitario, conferencista, escritor, columnista y analista político mexicano de ascendencia libanesa, especializado en relaciones internacionales, economía, geopolítica y globalización.

## Biografía
Es médico cirujano y psiquiatra por la Universidad Nacional Autónoma de México.
Entre 1978 y 1990, impartió clases de psicología en la Universidad de las Américas, donde fue homenajeado por su labor docente. En 1987, estudió la maestría en Administración de Empresas en esta misma Universidad. [cita requerida]
En 1997, fue invitado a dar un curso en la Universidad de Tréveris, Alemania, galardonado con la Cátedra UNESCO, bajo los auspicios de la Comisión de Estudios Europeos y la Unión Europea: "Europa en la perspectiva iberoamericana".[cita requerida]
Es profesor en la UNAM y colabora periodísticamente de forma regular en periódicos como La Jornada, El Financiero y El Independiente de Hidalgo.
También es un comentarista frecuente en Proyecto 40 y en diversas cadenas internacionales de televisión, como CNN en Español, Telesur, Hispan TV, así como RT en Español, UTV México, Sputnik Mundo, La Octava y Ángel Metropolitano. Ha sido considerado por la Red Voltaire de Francia como "El principal geopolitólogo de Latinoamérica".

## Posturas
Es crítico respecto al complejo militar-industrial y petrolero anglosajón, así como al sionismo en lo general y su vertiente financiera en lo particular, pues considera que en torno a estos elementos se ha construido el sistema de dominación global. Es de postura nacionalista y crítico de la globalización, ya que considera que se ha enfocado en beneficiar a los países más desarrollados en contraposición de los subdesarrollados, debido al desarrollo desigual, a la vez que sirve como una herramienta de dominación. Jalife se ha denominado como una persona de tendencia humanista que sobrepone al ser humano frente al mercado. 
Es crítico contra periódicos y medios de comunicación tradicionales nacionales e internacionales, tales como The New York Times o Televisa, acusándolos en ocasiones de usar información tendenciosa, omitir datos y argumentos que contrarrestan sus declaraciones y de manipular la opinión pública en favor de los intereses de ciertos grupos políticos.Sobre esta línea, en general. 
En abril de 2019, un grupo de personajes severamente criticados por Jalife, tales como Carlos Loret de Mola y Enrique Krauze, solicitaron mediante una carta al presidente de México Andrés Manuel López Obrador que no lo integrase a las filas de su gobierno, como supuestamente lo demandaban "varias personas" en redes sociales, argumentando que el analista "es el representante extremo del discurso del odio en las redes sociales mexicanas".

## Detención
El 6 de diciembre del 2023, Alfredo Jalife fue detenido en cumplimiento de una orden de las autoridades jurisdiccionales del estado de Nuevo León, la cual fue emitida tras una denuncia por supuesta difamación presentada por la exsecretaria de Economía Tatiana Clouthier. Al día siguiente fue liberado y, ante esto, el presidente López Obrador comentó: "No debe limitarse la libertad".

## Publicaciones
- Guerras geoeconómicas y financieras: el petróleo del Golfo de México al Golfo Pérsico, INIZA (1997), ISBN 968-7615-02-1
- El lado oscuro de la globalización: post-globalización y balcanización, CADMO & EUROPA (2000), ISBN 9-789709-256406
- Los 11 frentes antes y después del 11 de septiembre: una guerra multidimensional, CADMO & EUROPA (2003), ISBN 9-789709-256413
- Irak: Bush bajo la lupa, H. Garetto, (2005), ISBN 978-9872204907
- El fin de una era: turbulencias en la globalización, Libros del Zorzal, (2007), ISBN 978-9875990333
- Hacia la desglobalizacion / Towards des-globalization, Jorale/Orfila, (2007), ISBN 978-9685863223
- El híbrido mundo multipolar: un enfoque multidimensional, Orfila, (2010), ISBN 978-6077521068
- La desnacionalización de Pemex, Orfila, (2009), ISBN 978-6077521006
- Las revoluciones árabes en curso: el detonador alimentario global, Orfila; (2011), ISBN 978-6077521112
- China irrumpe en Latinoamérica: ¿dragón o panda?, Orfila; (2012), ISBN 978-6077521181
- Muerte de Pemex y suicidio de México, Orfila; (2014), ISBN 978-6077521242
- Argentina, los fondos "buitres" y las Malvinas: un enfoque geoestratégico, Orfila; (2014), ISBN 978-6077521273
- Las guerras globales del agua: privatización y fracking; Orfilia; (2015), ISBN 978-6077521341
- Geopolítica del yihadismo global, Orfila; (2016), ISBN 978-6077521402
- Trump y el supremacismo blanco: palestinización de los mexicanos, Orfila; (2017), ISBN 978-6077521471
- El (des)orden global en la era post-Estados Unidos, Orfilia; (2018), ISBN 978-6077521570
- Nacionalismo contra globalismo: dicotomía del siglo XXI antes de la inteligencia artificial, Orfila; (2019), ISBN 978-6077521662
- La invisible cárcel cibernética. Google Apple Facebook Amazon Twitter, Orfila; (2019), ISBN 978-6077521655
- Guerra multidimensional entre Estados Unidos y China, Orfila; (2020), ISBN 978-6077521839
- El espejo negro de Estados Unidos. La migración latinoamericana, Orfila; (2021), ISBN 978-6077521921
- Ucrania primera guerra híbrida mundial: fractura de la biosfera, Orfila; (2022), ISBN 978-6078879014
- Nuevo orden geofinanciero multipolar: desdolarizacion y Divisa BRICS, Orfila; (2023), ISBN 978-6077521839
- Gaza. Geopolítica de la barbarie de Israel, Orfila; (2024), ISBN 978-6078879212